# Soziologische Institute in der Tschechoslowakei
Die Entwicklung der Soziologie und der soziologischen Institute und Einrichtungen in der Tschechoslowakei hat seit den 1920er Jahren drei Meilensteine erlebt: die Besetzung des Lanes und die Errichtung des Protektorat Böhmen und Mähren (1939–1945), die Unterdrückung der Soziologie durch das kommunistische Regime nach 1948, und die Auflösung der Tschechoslowakei zum 1. Januar 1993. Durch zahlreiche Gründungen, Neugründungen, Zusammenschlüsse und Trennungen kam es unter anderem zu einer großen Zahl an Umbenennungen. Diese werden im Folgenden aufgelistet und in einer Übersicht geordnet. Die Institute und Einrichtungen wurden teilweise einer Universität zugeordnet, teilweise dann der jeweiligen Akademie der Wissenschaften.

## Geschichte
Wissenschaftliche Gesellschaften, Diskussionskreise von Forschern einer bestimmten Disziplin und ähnliche Einrichtungen entstanden in Böhmen bereits Ende des 19. Jahrhunderts, im Bereich der Soziologie Mitte der 1920er Jahre. Es kann festgehalten werden, dass die tschechoslowakischen soziologischen Einrichtungen mit der Machtübernahme durch das kommunistische Regime rigoros zurückgedrängt wurden, das auch die Soziologie als Fach liquidierte: die Lehrstühle der Soziologie wurden durch Lehrstühle für Marxismus-Leninismus und wissenschaftlichen Kommunismus ersetzt, die Soziologen durften ihren Beruf nicht ausüben. Die Soziologie, die sich in den 1960er Jahren in der Tschechoslowakei wieder zu etablieren begann, war auf diesem Hintergrund eher eine formal marxistische Soziologie, obwohl ihre Aussagen und Tendenzen häufig weitgehend den Vorstellungen der marxistischen Soziologie über soziale Schichtung widersprachen.
Die Forschungsprojekten und Arbeiten einiger Soziologen wie Pavel Machonin und Radovan Richta, die in der zweiten Hälfte der 1960er Jahre stattfanden, gehörten zu den prominentesten Vorbereitern des Reformprogramms des Prager Frühlings. Die dynamische Entwicklung der tschechoslowakischen Soziologie in dieser Zeit wurde von politischen Ereignissen beeinflusst, und nach dem Prager Frühling wurde die Soziologie und deren Einrichtungen wieder abgeschafft. Das Soziologische Institut der Tschechoslowakischen Akademie der Wissenschaften wurde liquidiert. Bis in die 1980er Jahre war die offizielle Soziologie einem starken Normalisierungsdruck ausgesetzt.

## Institute

### Ústav sociálně politických věd UK (1957–1969)
Das Ústav sociálně politických věd UK (Institut der sozialpolitischen Wissenschaften der Karlsuniversität) wurde im Dezember 1957 als Ústav pro výuku a vědeckou práci kateder marxismu-leninismu (Institut für die Lehre und wissenschaftliche Arbeit der Lehrstühle für Marxismus-Leninismus) gegründet. Es sollte das theoretische Wissen sowie die ideologische Qualifikation der Universitätslehrer für marxistische Philosophie, politische Ökonomie und die Geschichte der Arbeiterbewegung vertiefen. Am 1. Januar 1960 wurde das Institut der Karlsuniversität unterstellt und erhielt den Namen Ústav sociálně politických věd UK, bis es 1964 auf Ústav marxismu-leninismu pro vysoké školy UK (Institut für Marxismus-Leninismus der Karlsuniversität  für Hochschulen) wieder umbenannt, was 1967 auf Ústav sociálně politických věd UK (Institut für Sozial- und Politikwissenschaften der Karlsuniversität) geändert wurde. Wegen sogenannter "rechtsopportunistischer Abweichungen" wurde das Institut 1969 aufgelöst.

### Sociologický ústav ČSAV (1965–1970)
Das eindeutige Indiz für die Erneuerung und Neuentwicklung der Soziologie in der Tschechoslowakei in den 1960er Jahren war die Gründung des Sociologický ústav ČSAV (SÚ ČSAV, Soziologisches Institut der Tschechoslowakischen Akademie der Wissenschaften) am 1. Januar 1965. Die Beteiligung etlicher Institutsangehöriger am Reformprogramm des Prager Frühlings und insbesondere die Verurteilung der Intervention des Warschauer Pakts in die Tschechoslowakei durch das Institut führte zur Schließung des Instituts zu Beginn des Jahres 1970 durch Zusammenschluss mit dem Philosophischen Institut der Akademie. zum neuen Ústav pro filosofii a sociologii ČSAV. Erst 1990 wurde die soziologische Abteilung aus dem Ústav pro filosofii a sociologii ČSAV ausgegliedert und das Sociologický ústav ČSAV erneuert.

### Ústav pro filosofii a sociologii ČSAV (1970–1990)
Das Ústav pro filosofii a sociologii ČSAV (ÚFS ČSAV, Institut für Philosophie und Soziologie der Tschechoslowakischen Akademie der Wissenschaften) wurde Anfang 1970 als Zusammenschluss des Soziologischen Instituts (Sociologický ústav ČSAV) und des Philosophischen Instituts (Filozofický ústav ČSAV) zu einer Einheit gegründet. Dadurch war es möglich, einfach etwa die Hälfte der Mitarbeiter zu entlassen, die sich mit dem aufkommenden "Normalisierungs"-Regime nicht abfinden wollten. Das Institut, das die offizielle marxistisch-leninistische Soziologie in der Zeit der sogenannten Normalisierung in den Vordergrund stellte, beschäftigte sich insbesondere in den 1970er Jahren mit der Kritik der westlichen "revisionistischen" Auffassung von Soziologie, was sich auch bei der Gestaltung von Sociologický časopis / Czech Sociological Review zeigte. 1990 wurde das Institut aufgelöst, die Soziologische Abteilung ausgegliedert und es kam zu einer Neugründung des Sociologický ústav ČSAV (Soziologischer Instituts) von 1965.

## Sonstige Einrichtungen
Von den zahlreichen Einrichtungen, bei denen es sich nicht um Institute handelte, sind besonders zwei zu nennen, die eine historische Bedeutung besaßen: Masarykova sociologická společnost (1925–1950)  und Československá sociologická společnost (1964–1992).

### Masarykova sociologická společnost (1925–1950)
Die Masarykova sociologická společnost (MSS, Masaryks soziologische Gesellschaft) wurde auf der Generalversammlung am 12. Januar 1925 als Gremium für alle tschechischen und slowakischen Soziologen und Forscher auf verwandten Gebieten gegründet. Nach der Errichtung des Protektorats Böhmen und Mähren wurde die Gesellschaft im April 1948 in Česká společnost sociologická (ČSS, Tschechische Soziologische Gesellschaft) umbenannt. Nach der kommunistischen Machtergreifung im Februar 1948 bemühte sich das Regime, die ČSS aufzulösen. Ein sogenanntes "Aktionskomitee" schloss ab März 1948 mehrere "Reaktionäre" aus der Gesellschaft aus und erklärte, dass das Fortbestehen der Gesellschaft nicht opportun sei. Das Aktionskomitee erklärte die MSS für aufgelöst. Einige mährische Funktionäre haben auf einer Versammlung im April 1948 jedoch beschlossen, diese Auflösung  nicht anzuerkennen, sie änderten die Statuten und benannten die Gesellschaft zurück in Masarykova sociologická společnost um. Bereits zwei Jahre später, im April 1950,  musste sich die Gesellschaft jedoch offiziell auflösen.

### Československá sociologická společnost (1964–1992)
Československá sociologická společnost při ČSAV (ČSSS, Tschechoslowakische Soziologische Gesellschaft [der Akademie der Wissenschaften der Tschechoslowakei]) wird als die Nachfolgerin der 1950 aufgelösten Masarykova sociologická společnost angesehen. Nachdem die Soziologie eine Zeitlang als "verbotene Disziplin" galt, wurde die Gesellschaft nach einigem Widerstand der Partei am 10. April 1964 gegründet. Die Soziologen beteiligten sich fortan sehr stark an gesellschaftspolitischer Kritik und an der Vorbereitung des Prager Frühlings von 1968. Dies führte zu strengen Sanktionen zu Beginn der sogenannten Normalisierung: Die Parteigremien der KPTsch verlangten, dass die ČSSS mit ihrer Vergangenheit bricht, dass sie sich ausdrücklich von ihrer früheren "Unterstützung rechtsgerichteter Kräfte" distanziert, personelle Veränderungen durchführt und die Mitgliederregistrierung neu vornimmt. Die Gesellschaft
verlor etliche langjährige Mitglieder. Dies änderte sich erst nach 1989, als sie wieder einige frühere engagierte Mitglieder aufnehmen konnte. 1990 wurde die Gesellschaft in Masarykova československá sociologická společnost (Masaryks Tschechoslowakische Soziologische Gesellschaft) umbenannt. Sie beendete ihre Tätigkeit Ende 1992, als die Tschechoslowakei aufgelöst wurde und zwei neue – die tschechische und die slowakische – Nachfolgeorganisationen entstanden (siehe Česká sociologická společnost sowie Slovenská sociologická spoločnosť SAV).

## Soziologische Einrichtungen in der Slowakei
Die organisatorische Struktur der soziologischen Einrichtungen in der Tschechoslowakei folgte weitgehend dem "asymmetrischen" Muster der Struktur der kommunistischen Partei, der aus der KPdSU in der UdSSR übernommen wurde und der bei vielen Institutionen  und Organisationen wiederzufinden ist. Analog zu diesem Vorgehen ergab sich auch im Bereich Akademie der Wissenschaften und soziologischer Einrichtungen eine asymmetrische Form: neben einer gesamtstaatlichen (tschechoslowakischen) Einrichtung existierte auch eine slowakische lokale (regionale, periphere) "Sektionen" als Bestandteil der tschechoslowakischen Einrichtung; die Mitglieder dieser regionalen Sektion waren in der Regel zugleich auch Mitglieder der gesamtstaatlichen Einrichtung; eine entsprechende tschechische "Sektion" gab es dagegen nicht. Folgende slowakische Institute und Gesellschaften gab es:
- Sociologický ústav SAV (1965–1975)

Sociologický ústav Slovenskej akadémie vied (SÚ SAV, Soziologisches Institut der Slowakischen Akademie der Wissenschaften) entstand wie das Sociologický ústav ČSAV 1965 und erlebte – wie auch das tschechoslowakische Gesamtinstitut – ideologisch motivierte Säuberungen während der Normalisierung nach 1968. Ab 1969 gibt das Institut die Zeitschrift Sociológia, die bis in die Gegenwart erscheint.
- Ústav filozofie a sociológie SAV (1975–1990)

Ústav filozofie a sociológie Slovenskej akadémie vied (ÚFS SAV, Institut für Philosophie und Soziologie der Slowakischen Akademie der Wissenschaften) entstand 1975 (5 Jahre später als im Falle des gesamttschechoslowakischen Instituts) durch den Zusammenschluss der damals eigenständigen Soziologischen und Philosophischen Institute.
- Sociologický ústav SAV (1990–)

Nach den Umwälzungen von 1989 wurde 1990 das Ústav filozofie a sociológie SAV von 1975 aufgelöst und der selbständige Sociologický ústav SAV gegründet, das bis heute existiert.:
- Slovenská sociologická spoločnosť SAV

Slovenská sociologická spoločnosť pri Slovenskej akadémii vied (Slowakische soziologische Gesellschaft der Slowakischen Akademie der Wissenschaften), gegründet im Januar 1964 als selbständige slowakische Sektion der gesamttschechoslowakischen Československá sociologická společnost (1964–1992, ab 1990 Masarykova československá sociologická společnost), 1993 selbständig geworden, tätig bis in die Gegenwart

## Entwicklung nach 1993

### Sociologický ústav AV ČR (1990–)
Die Ursprünge des Sociologický ústav AV ČR (SOÚ AV ČR, Soziologisches Institut der Akademie der Wissenschaften der Tschechischen Republik) reichen in das Jahr 1990, als das Sociologický ústav ČSAV von 1965–1970 durch eine Ausgliederung aus dem Ústav pro filosofii a sociologii ČSAV (1970–1990) neu gegründet wurde und gleichzeitig mehrere rehabilitierte Soziologen (wie Lubomír Brokl oder Pavel Machonin) aus den 1960er Jahren zugelassen wurden. 1993 kam es infolge der Auflösung der Tschechoslowakei zur Gründung eines rein tschechischen Instituts.

### Sociologický ústav SAV
Das Sociologický ústav Slovenskej akadémie vied (SÚ SAV, Soziologisches Institut der Slowakischen Akademie der Wissenschaften) geht zurück auf das 1990 entstandene gleichnamige Institut, das 1993, nach dem Zerfall der Tschechoslowakei, unabhängig wurde.

### Soziologische Gesellschaften nach 1993
1992 beendete die gesamtschechoslowakische  Československá sociologická společnost (ČSSS) ihre Tätigkeit – aus ihr entstand zum 1. Januar 1993 die
- (Masarykova) Česká sociologická společnost ([Masaryks] Tschechische Soziologische Gesellschaft) als unabhängige Nachfolgerin für die Tschechische Republik,

und daneben existierte die nunmehr unabhängige
- Slovenská sociologická spoločnosť SAV (Slowakische Soziologische Gesellschaft), die bereits 1964 als eine Ländersektion der ČSSS entstand und parallel zu ihr arbeitete.

Beide Gesellschaften existieren bis heute.